# Kozara - L'ultimo comando
Kozara - L'ultimo comando (Kozara) è un film del 1962 diretto da Veljko Bulajić.